# Haka arhitektura
Obzidana vas Haka (kitajsko: 围龙屋) je velika večdružinska skupna bivalna struktura, ki je zasnovana tako, da jo je mogoče zlahka braniti. Ta gradbeni slog je edinstven za ljudstvo Haka, ki živi na južnem Kitajskem. Obzidane vasi so običajno zasnovane za obrambne namene in so sestavljene iz enega vhoda in brez oken v pritličju.

## Zgodovina
Haka so bili prvotno priseljenci iz severne Kitajske, ki so se naselili v južnih provincah. Od 17. stoletja dalje so jih pritiski prebivalstva vedno bolj gnali v konflikte s sosedi (v kantonščini imenovani punti). Ko se je rivalstvo za vire spremenilo v oboroženo vojskovanje, so Haka začeli graditi skupne bivalne strukture, zasnovane tako, da jih je enostavno braniti. Te hiše, včasih imenovane tulou (土楼), so bile pogosto okrogle oblike in znotraj razdeljene na številne predelke za shranjevanje hrane, bivalne prostore, tempelj prednikov, orožarno itd. Največje hiše so pokrivale več kot 40.000 m²  in ni nenavadno, da najdete preživele hiše s površino več kot 10.000 m².

## Lastnosti
Obzidane vasi Haka so lahko zgrajene iz opeke, kamna ali nabite zemlje, pri čemer je zadnja najpogostejša. Zunanja stena je običajno debela 1 meter, celotna zgradba pa je lahko visoka do tri ali štiri nadstropja. Pogosto so bili stolpi zgrajeni tudi za razširitev razpona obrambne moči in za pokrivanje sicer neubranljivih točk. V zgornjem nadstropju so bili zgrajeni tudi prsobrani za muškete. Vrata so bila najbolj ranljiva točka in so bila običajno ojačena s kamnom in prekrita z železom. Sledila so številna manjša vrata, če bi zunanja popustila. Z izjemo nekaj izjemno velikih utrdb so imele hiše Haka običajno samo en vhod. Okrogla oblika obzidja, ki se je uveljavila v poznejših fazah, je okrepila obrambno vrednost utrdb in zmanjšala ognjeno moč topništva proti njim. Utrdba Haka je lahko vzdržala dolgotrajno obleganje, saj je bila dobro založena z žitom in je imela notranji vir vode. Pogosto so imeli tudi svoje sofisticirane kanalizacijske sisteme.
Arhitekturni slog utrdb Haka je edinstven na Kitajskem in po vsem svetu. Tipična kitajska hiša vsebuje dvorišče in razen pagod pogosto ne vsebuje stavb, višjih od dveh nadstropij.
Raziskovalci opažajo podobnost med nekaterimi obzidanimi vasmi in nekaterimi starodavnimi utrdbami na jugu Kitajske, kot je razvidno iz modelov grobnic dinastije Han in Treh kraljestev, odkritih v Guangdžouju, Guangdong in v Edžouju, Hubej.

## Tulou
Haki, ki so se naselili v gorati jugozahodni provinci Fudžjan na Kitajskem, so razvili edinstvene arhitekturne stavbe, imenovane tulou, kar dobesedno pomeni zemeljske strukture. Haki so postavili te edinstvene domove, da bi preprečili napad razbojnikov in roparjev. Tulouji so okrogli ali kvadratni in so bili zasnovani kot velika trdnjava in stanovanjska stavba v enem. Strukture so običajno imele samo en vhod in brez oken v pritličju. Vsako nadstropje ima drugačno funkcijo - v prvem je vodnjak in živina, v drugem je shramba hrane, v tretjem in višjih nadstropjih pa so bivalni prostori. Tulou lahko najdemo predvsem v jugozahodnem Fudžjanu in južni provinci Džjangši. Unesco je leta 2008 Okrogle stavbe ''tolou'' v Fudžjanu uvrstil na seznam svetovne dediščine.

## Guangdong
Največje skupnosti Hakov živijo večinoma v vzhodnem Guangdongu, zlasti v Šing-Mei (Šingning-Meišjan), medtem ko večina drugih Hakov prihaja iz Huidžouja. Za razliko od svojega sorodstva v Fudžjanu, so Haki v Šingningu (兴宁, Hin Nin) in Meišjanu (梅县, Moi Yen) razvili arhitekturne sloge, ki niso podobni trdnjavam, za katere je najbolj značilen veilongvu (kitajsko: 围龙屋; pinjin: wéi-lóng-wū) in sidžjaolou (kitajsko: 四角楼; pinjin: sì-jǐao-lóu).

## Džjangši
V južnem delu province Džjangši je okoli 500 obzidanih vasi Haka; približno 370 jih je v okrožju Longnan. Lokalno so znani kot veivu (围屋) ali vei (围).